# JYP Jyväskylä
JYP Jyväskylä je finski hokejski klub iz Jyväskyläja, ki je bil ustanovljen leta 1977. Z dvema naslovoma finskega državnega prvaka je eden uspešnejših finskih klubov. 

## Lovorike
- Finska liga: 2 (2008/09, 2011/12)

## Upokojene številke
- 10 Pertti Rastela
- 19 Pentti Mikkilä
- 30 Risto Kurkinen

## Znameniti hokejisti
| - Antti Pihlström - Duvie Westcott - Dwight Helminen - Éric Perrin - Jari Lindroos - Jarkko Immonen - Jaroslav Bednar | - Jody Shelley - Juha-Pekka Hytönen - Jyri Marttinen - Michael Nylander - Mika Noronen - Pavel Torgajev | - Petr Ton - Sami Vatanen - Sinuhe Wallinheimo - Steve Kariya - Steve Martins - Tuomas Pihlman |